# Grzegorz Dunin
Grzegorz Dunin herbu Łabędź – kasztelan żarnowski w latach 1642–1646, stolnik rawski w 1618 roku.
W 1643 roku był deputatem Senatu do skarbu rawskiego. W 1643 roku wyznaczony został senatorem rezydentem. 